# Социология архитектуры
Социология архитектуры – это область социологии, исследующая архитектурную среду, роль и положение архитекторов в современном обществе.

## История
Социология архитектуры начала развиваться на стыке XIX и XX веков. Один из первых исследователей, рассматривающих эту сферу – Г. Зиммель. В 1908 году он определил основные характеристики и значение пространства для социальной жизни в своем сочинении «Социология». Зиммель также проанализировал конкретную практику в архитектуре двух итальянских городов, которая имела прямую связь с особенностями их обществ:
«Так, сравнивая архитектуру Флоренции и Венеции, он приходит к выводу, что если архитектура первой является точным выражением внутреннего смысла, то во втором случае архитектура призвана скрывать истинную жизнь, протекающую за фасадом».
Вальтер Беньямин в своей работе «Произведение искусства в эпоху его технической воспроизводимости» указывает на то, что «потребность человека в помещении непрестанна». История зодчества, по его мнению, «продолжительнее любого другого искусства, и осознание его воздействия значимо для каждой попытки понять отношение масс к произведению искусства».
Из более поздних исследователей можно выделить представителей социологической школы Лос-Анджелеса, которые на рубеже XX–XXI веков определили архитектуру как «главную социокультурную составляющую города».
Социологический анализ архитектуры можно также встретить у Марселя Мауса, Норберта Элиаса, Мишеля Фуко, Эрнста Блоха, Зигфрида Кракауэра, Пьера Бурдье, Мориса Хальбвакса, Карела Тейге и других.

### Социология архитектуры в России
Основное отличие традиций западной и отечественной социологии архитектуры в том, что в западных странах социологи склонны обращаться к архитектуре как к объекту их исследований, а в России чаще архитекторы обращались к социологии:
«Это, в первую очередь, показал в своих работах об архитектуре советского авангарда С.О. Хан-Магомедов, а также литературные работы самих ведущих архитекторов отечественного авангарда: Н. Милютина, М. Гинзбурга, К. Мельникова, А. Бурова. Сюда же можно отнести и размышления Корбюзье, работавшего над несколькими проектами в России и оказавшего сильное влияние на отечественную архитектуру того времени».

## Основные характеристики и место в структуре социологии
Среди других составляющих социологии архитектуры можно выделить:
1. социологию построенных артефактов, которые формируют пространство;
2. социологию пространства в значении понятия «социальное пространство» (впервые использованном П. Бурдье)
3. социологию города и региона, которая изучает общественные процессы сегрегации, урбанизации, а также изменения численности населения в городах и проч.[1]

В настоящее время социологические исследования архитектуры становятся все более популярными, особенно в Европе. Немецкий социолог Х. Делитц подразделяет эти исследования на два главных направления: 
«С точки зрения социологических теорий и специальных социологических дисциплин – здесь архитектура выступает как «важнейшее свидетельство скрытой мифологии» названного общества, задающей общественный порядок (В. Беньямин, М. Фуко и др.); как отражение социальных процессов – социология архитектуры с точки зрения философской антропологии и эстетики (Э. Кассирер, Э. Блох и др.)»

## Применение
Социологические исследования архитектуры находят широкое применение в изучении и объяснении различных социальных тенденций и процессов, помогая также выстроить взаимосвязи между ними. 
Например, Карл Манхейм изучал, как влияет «демократизация» церковной архитектуры периода позднего средневековья на изменение социальной структуры общества и указал на прямую связь между этими явлениями. Норберт Элиас в своем труде «О процессе цивилизации…» проанализировал процесс становления цивилизации через изменения поведения членов дворянских кругов Франции, которые происходили на фоне архитектуры замков французской аристократии; замки в этом случае являлись центрами создания городов и способствовали формирования государств в средние века, тем самым выполняя важную социальную функцию.
Мишель Фуко изучал проявления власти, надзора и контроля через архитектуру тюрем, прочих исправительных учреждений, казарм и больниц, а также находящихся внутри заключенных и работников.
Также на данный момент актуальными являются исследования социокультурной целостности архитектуры городов, так как гармоничное архитектурное пространство позволяет сохранять ментальное здоровье горожан и снизить социальную напряженность в населенных пунктах.

## Обсуждение
Есть различные точки зрения касаемо того, когда и кем социология архитектуры стала рассматриваться как отдельное направление. По мнению исследователя Вильковского, впервые социологию архитектуры так стал рассматривать Питирим Сорокин в работе, посвященной социальной и культурной динамике. Однако указывается на то, что Сорокин в данной работе архитектуру рассматривал лишь как одно из видов искусств, подчиненное, как и все остальные, «общей логике динамики стилей».
Также, Х. Делитц указывает на неопределенность «основного вопроса социологии архитектуры» и на отсутствие четкой проблематики архитектуры в существующих социологических теориях.